# Gornji Matejevac
Gornji Matejevac (cyr. Горњи Матејевац) – wieś w Serbii, w okręgu niszawskim, w mieście Nisz. W 2011 roku liczyła 2513 mieszkańców.
We wsi na wzgórzu Metoh znajduje się XII-wieczna Cerkiew Łacińska. W XVI wieku korzystali z niej dubrowniccy kupcy, dzięki czemu zawdzięcza swoją nazwę.